# Telesfor
Telesfor je katolické mužské jméno řeckého původu. Svátek slaví 5. ledna.

## V cizích jazycích
- anglicky Télesphore
- francouzsky Telesphore[3]
- latinsky Telesforus

## Známí nositelé jména
- svatý Telesforus (?–137), 8. papež katolické církve
- Telesforus, generál vojsk Antigona I.
- Télesphore-Damien Bouchard (1881–1962), kanadský politik
- Télesphore Fournier (1823–1896), kanadský politik
- Telesfor Halmo (1937–2015), slovenský fotbalista a trenér
- Telesfor Hardt, představený karmelitánského kláštera v Kostelním Vydří[4]
- Telesfor Kuczko, důstojník polské armády, vyznamenaný za osvobození ČSR[5]
- Télesphore-Eusèbe Normand (1832–1918), kanadský politik
- Jacques Telesphore Roman (1800–1848), americký obchodník
- Télesphore Simard (1878–1955), kanadský politik a starosta Quebecu
- Télesphore Simard (1863–1924), kanadský politik
- Telesphore Toppo (* 1939), indický kardinál v Ranchi

## V geografii
- Saint-Télesphore, město v Kanadě

## V kultuře
- Telesforos, lat. Telesphorus – jeden z nižších bohů starořeckého náboženství; syn Asklépia, bratr Hygieie[6]
- Telesfor Krákora, pražský sládek a ostrostřelec (fraška Spiknutí v Podmazově, autor Josef Štolba)[7]